# Милан Лазетић
Милан „Шериф” Лазетић (енгл. Milan "Sheriff" Lazetich; Анаконда, 27. август 1921 — Бјут, 9. јул 1969) био је амерички играч америчког фудбала. Играо је колеџ фудбал за Универзитет Монтане и Универзитет Мичигена. Касније је професионално играо за Лос Анђелес рамсе.

## Биографија
Рођен је 27. августа 1921. у Анаконди. Син је Петра Лазетића, српског ранчера. Одрастао је на очевом ранчу за стоку близу Анаконде. Придружио се Америчкој ратној морнарици током Другог светског рата, али је добио војни отпуст. Био је каубој и искусан у родеу. Био је верник Српске православне цркве. Умро је у јулу 1969. у Бјуту, када је имао 47 година. Сахрана је обављена у српској цркви.